# Mesochorus brasiliensis
Mesochorus brasiliensis är en stekelart som beskrevs av Dasch 1974. Mesochorus brasiliensis ingår i släktet Mesochorus och familjen brokparasitsteklar. Inga underarter finns listade i Catalogue of Life.